# Wet Leg
Wet Leg è un gruppo musicale britannico formatosi sull'isola di Wight nel 2019.

## Storia
Rhian Teasdale e Hester Chambers si sono conosciute nel college dell'isola di Wight nel 2009. Dopo dieci anni di amicizia, nel 2019 hanno deciso di formare un duo e hanno firmato un contratto con la Domino Records. Il loro nome è un epiteto dell'isola di Wight indicante un abitante non originario dell'isola e lo hanno scelto perché era facile da comunicare attraverso le emoji.
Il 15 giugno 2021 hanno pubblicato il loro singolo d'esordio Chaise Longue, acclamato dalla critica e seguito da notevole popolarità sui social media. Il secondo singolo, Wet Dream, è uscito il 28 settembre 2021. Il 29 novembre successivo è stato reso disponibile il doppio singolo Too Late Now/Oh No e in contemporanea è stata annunciata l'uscita dell'eponimo album di debutto. Too Late Now è stato il primo brano del duo ad essere inviato per la rotazione radiofonica negli Stati Uniti.
Dopo la pubblicazione dei singoli Angelica e Ur Mum, l'8 aprile 2022 è stato pubblicato l'album Wet Leg, che ha debuttato al vertice delle classifiche di Regno Unito e Australia, rientrando inoltre nelle top ten di altri paesi come Germania, Irlanda e Paesi Bassi e facendo capolino anche nella top twenty della Billboard 200 statunitense.
Nel marzo 2025, le Wet Leg pubblicarono una nuova foto sul loro account Instagram con la didascalia "We’re so back", indicando che la band era pronta a tornare con nuova musica. Più tardi quel mese, la band suonò in uno spettacolo segreto sotto il nome di Uma Thurman al Green Door Store di Brighton, durante il quale eseguirono sette canzoni inedite. Il nuovo singolo della band, "catch these fists", fu pubblicato il 1º aprile 2025, in concomitanza con l'annuncio del loro secondo album Moisturizer, in uscita l'11 luglio. La band veniva definita nei materiali stampa dell'album "il quintetto dell'Isola di Wight", indicando che i musicisti di lunga data in tournée Henry Holmes, Josh Mobaraki ed Ellis Durand erano stati formalmente inseriti nella band come membri ufficiali dopo quattro anni insieme.

## Formazione
- Rhian Teasdale – voce, chitarra (2019-presente)
- Hester Chambers – chitarra, cori (2019-presente)
- Ellis Durand – basso, cori (2025-presente; turnista 2020-2025)
- Henry Holmes – batteria, percussioni (2025-presente; turnista 2020-2025)
- Joshua Omead Mobaraki – chitarre, sintetizzatori, cori (2025-presente; turnista 2021-2025)

## Discografia

### Album in studio
- 2022 – Wet Leg
- 2025 – Moisturizer

### Singoli
- 2021 – Chaise Longue
- 2021 – Wet Dream
- 2021 – Too Late Now/Oh No
- 2022 – Angelica
- 2022 – Ur Mum
- 2025 – catch these fists